# Convento di Santa Maria della Consolazione (Deliceto)
Il convento di Santa Maria della Consolazione è un monastero ubicato nella tenuta boschiva di Valle in Vincolis, nel territorio comunale di Deliceto (provincia di Foggia) alle pendici dei Monti Dauni e a un'altitudine di 550 m s.l.m..

## Storia
Nel 1470 il frate Felice da Corsano dell'Ordine Eremitano di San'Agostino si recò, unitamente ad alcuni suoi confratelli, nella tenuta boschiva di Valle in Vincolis (estesa su 111 ettari) presso Deliceto. In quel luogo, grazie al contributo del marchese Piccolomini, feudatario del posto, fondò il convento dedicato alla Madre della Consolazione con annessi una chiesetta a pianta rettangolare, un chiostro e una grotta-rifugio con tre stanze che costituì il suo eremo. Dal convento della Consolazione padre Felice preparò la riforma, detta ilicetana (da "Iliceto", antico nome di Deliceto), poi implementata a partire dal 1492 e diffusa in sette diocesi.
Nel 1653 il monastero venne però soppresso in esecuzione del decreto pontificio di papa Innocenzo X; seguì mezzo secolo di abbandono. Nel 1702 il convento fu riaperto fino a quando, nel 1744, vi si stabilì sant'Alfonso Maria de' Liguori. Dopo pochi anni anche san Gerardo Maiella e il venerabile Domenico Blasucci (quest'ultimo già infermo), soggiunsero nel monastero; tra i due nacque una fraterna amicizia. In tale periodo storico il convento si ingrandì fino a raggiungere le dimensioni attuali; tuttavia, a seguito della secolarizzazione dei beni ecclesiastici del 1866 il monastero fu definitivamente soppresso e divenne di proprietà dello Stato italiano; sul finire del XIX secolo vi fu istituita una Scuola Agraria.
Nel corso del XX secolo fu riconvertito in un centro per la rieducazione giovanile mentre in epoca contemporanea, a decorrere dal 1993, ospita la Comunità Mariana "Oasi della Pace".